# 腓特烈·卡爾·路德維希
腓特烈·卡爾·路德維希（丹麥語：Frederik Carl Ludvig，1757年8月20日—1816年4月24日），什勒斯維希-霍爾斯坦-森訥堡-貝克公爵，克里斯蒂安九世的祖父。

## 家庭
1780年，腓特烈·卡爾·路德維希與施利本的弗蕾德里克結婚，兩人共有1子2女：
1. 弗蕾德里克（1780年—1862年）
2. 路易絲（英语：Princess Luise of Schleswig-Holstein-Sonderburg-Beck）（1783年—1803年）
3. 腓特烈·威廉（1785年—1831年），格呂克斯堡王朝建立者